# Aigle Azur
Aigle Azur – nieistniejąca francuska linia lotnicza z siedzibą w Paryżu. Obsługiwała połączenia krajowe oraz do Portugalii, Algierii i Maroka. Głównym węzłem był port lotniczy Paryż-Orly.